# Stazione di Tachibana
La stazione di Tachibana (立花駅?, Tachibana-eki) è una stazione ferroviaria di Amagasaki, nella prefettura di Hyōgo. Si trova sulla linea JR Kōbe, sezione della linea principale Tōkaidō, ed è servita solo dai treni locali.

## Linee
- JR West
  - ■ Linea JR Kōbe (Linea principale Tōkaidō)

## Caratteristiche
La stazione ha due banchine a isola serventi quattro binari, ma quelli esterni sono isolati per permettere il transito in sicurezza dei treni rapidi e rapidi speciali che non fermano in questa stazione.
| 1 | ■ Linea JR Kōbe |  | Passaggio                          |
| 2 | ■ Linea JR Kōbe |  | Per Ashiya, Sannomiya e Himeji     |
| 3 | ■ Linea JR Kōbe |  | Per Amagasaki, Ōsaka e Kitashinchi |
| 4 | ■ Linea JR Kōbe |  | Passaggio                          |

## Stazioni adiacenti
| «                                        | Servizio       | »              |
| Linea JR Kyōto                           | Linea JR Kyōto | Linea JR Kyōto |
| ---------------------------------------- | -------------- | -------------- |
| Amagasaki                                | Locale         | Kōshienguchi   |
| I treni Rapidi e R. speciali non fermano |                |                |